# Charing Cross Road (film)
Pour l’article homonyme, voir Charing Cross Road.
Charing Cross Road est un film musical britannique réalisé par Albert de Courville et sorti en 1935.

## Fiche technique
- Réalisation : Albert de Courville
- Scénario : Clifford Grey, Con West d'après la pièce radiophonique Charing Cross Road de Gladys et Clay Keyes[1]
- Producteur : Herbert Smith
- Photographie : Philip Tannura, Harry Rose
- Montage : Arthur Tavares, Hugh Stewart
- Musique : Percival Mackay
- Production : British Lion Film Corporation
- Durée : 72 minutes
- Date de sortie : 
  - Royaume-Uni : 1935

## Distribution
- John Mills : Tony
- June Clyde : Pam
- Derek Oldham : Jimmy O'Connell
- Belle Baker : Belle
- Jean Colin : Cherry
- Arthur Sinclair : Mac
- Garry Marsh : Berry
- C. Denier Warren : Salesman
- Coral Browne : Lady Ruston
- Charles Heslop : Langdon
- Alfred Wellesley : Producer
- Judy Kelly : Vera